# Clypearia apicipennis
Clypearia apicipennis är en getingart som först beskrevs av Spinosa 1851.  Clypearia apicipennis ingår i släktet Clypearia och familjen getingar. Inga underarter finns listade i Catalogue of Life.